# Voves
Voves és un municipi francès, situat al departament de l'Eure i Loir i a la regió de Centre – Vall del Loira. L'any 2007 tenia 2.910 habitants.

## Demografia

### Població
El 2007 la població de fet de Voves era de 2.910 persones. Hi havia 1.184 famílies, de les quals 340 eren unipersonals (128 homes vivint sols i 212 dones vivint soles), 396 parelles sense fills, 356 parelles amb fills i 92 famílies monoparentals amb fills.
La població ha evolucionat segons el següent gràfic:
Habitants censats

### Habitatges
El 2007 hi havia 1.355 habitatges, 1.215 eren l'habitatge principal de la família, 54 eren segones residències i 86 estaven desocupats. 1.070 eren cases i 273 eren apartaments. Dels 1.215 habitatges principals, 806 estaven ocupats pels seus propietaris, 385 estaven llogats i ocupats pels llogaters i 24 estaven cedits a títol gratuït; 19 tenien una cambra, 87 en tenien dues, 263 en tenien tres, 353 en tenien quatre i 493 en tenien cinc o més. 895 habitatges disposaven pel capbaix d'una plaça de pàrquing. A 647 habitatges hi havia un automòbil i a 410 n'hi havia dos o més.

### Piràmide de població
La piràmide de població per edats i sexe el 2009 era:
| Homes | Edats   | Dones |
| ----- | ------- | ----- |
| 4     | 95 o +  | 12    |
| 4     | 90 a 94 | 24    |
| 16    | 85 a 89 | 28    |
| 28    | 80 a 84 | 36    |
| 80    | 75 a 79 | 112   |
| 72    | 70 a 74 | 76    |
| 72    | 65 a 69 | 92    |
| 76    | 60 a 64 | 68    |
| 56    | 55 a 59 | 72    |
| 72    | 50 a 54 | 108   |
| 80    | 45 a 49 | 72    |
| 124   | 40 a 44 | 88    |
| 120   | 35 a 39 | 112   |
| 84    | 30 a 34 | 100   |
| 128   | 25 a 29 | 92    |
| 56    | 20 a 24 | 40    |
| 88    | 15 a 19 | 88    |
| 108   | 10 a 14 | 116   |
| 76    | 5 a 9   | 92    |
| 52    | 0 a 4   | 100   |

## Economia
El 2007 la població en edat de treballar era de 1.701 persones, 1.299 eren actives i 402 eren inactives. De les 1.299 persones actives 1.178 estaven ocupades (638 homes i 540 dones) i 121 estaven aturades (40 homes i 81 dones). De les 402 persones inactives 165 estaven jubilades, 114 estaven estudiant i 123 estaven classificades com a «altres inactius».

### Ingressos
El 2009 a Voves hi havia 1.179 unitats fiscals que integraven 2.773 persones, la mediana anual d'ingressos fiscals per persona era de 17.486 €.

### Activitats econòmiques
Dels 189 establiments que hi havia el 2007, 5 eren d'empreses extractives, 5 d'empreses alimentàries, 11 d'empreses de fabricació d'altres productes industrials, 18 d'empreses de construcció, 58 d'empreses de comerç i reparació d'automòbils, 10 d'empreses de transport, 10 d'empreses d'hostatgeria i restauració, 1 d'una empresa d'informació i comunicació, 7 d'empreses financeres, 14 d'empreses immobiliàries, 21 d'empreses de serveis, 21 d'entitats de l'administració pública i 8 d'empreses classificades com a «altres activitats de serveis».
Dels 45 establiments de servei als particulars que hi havia el 2009, 1 era una oficina d'administració d'Hisenda pública, 1 gendarmeria, 1 oficina de correu, 3 oficines bancàries, 1 funerària, 3 tallers de reparació d'automòbils i de material agrícola, 1 taller d'inspecció tècnica de vehicles, 1 autoescola, 2 paletes, 3 guixaires pintors, 4 fusteries, 4 lampisteries, 3 electricistes, 3 perruqueries, 1 veterinari, 6 restaurants, 4 agències immobiliàries, 1 tintoreria i 2 salons de bellesa.
Dels 19 establiments comercials que hi havia el 2009, 3 eren supermercats, 1 un supermercat, 4 fleques, 1 una fleca, 2 llibreries, 3 botigues de roba, 1 una botiga d'equipament de la llar, 1 una botiga de mobles, 1 una botiga de material de revestiment de parets i terra i 2 floristeries.
L'any 2000 a Voves hi havia 33 explotacions agrícoles que ocupaven un total de 2.599 hectàrees.

## Equipaments sanitaris i escolars
El 2009 hi havia 2 farmàcies i 1 ambulància.
El 2009 hi havia 1 escola maternal i 2 escoles elementals. Voves disposava d'un col·legi d'educació secundària amb 326 alumnes.

## Poblacions més properes
El següent diagrama mostra les poblacions més properes.